# Jan Řehounek
Jan Řehounek (* 27. října 1974 Pardubice) je český politik a manažer, v letech 2017 až 2021 poslanec Poslanecké sněmovny PČR, v letech 2014 až 2018 zastupitel a náměstek primátora Pardubic, v letech 2016 až 2020 zastupitel Pardubického kraje, v letech 2015 až 2019 člen předsednictva hnutí ANO 2011.

## Život
V letech 1989 až 1993 vystudoval Gymnázium Pardubice a následně mezi lety 1993 až 1999 absolvoval Provozně ekonomickou fakultu České zemědělské univerzity v Praze (získal titul Ing.). Během studia vycestoval v rámci programu Socrates na Universität für Bodenkultur ve Vídni (1997-1998).
Mezi lety 2000 a 2004 pracoval jako manažer v ČSOB, posléze byl do roku 2007 manažerem ČSOB Pojišťovny. Dále pak v letech 2007 až 2013 působil jako manažer ve společnosti AWD Česká republika (finanční poradenství), byl šéfem pro pobočku Východní Čechy. Následně se společnost AWD transformovala na firmu Swiss Life Select, v níž byl nejprve rok ředitelem a pak i krátce manažerem v části Premium Advisory. Vedle toho byl v letech 2002 až 2014 společníkem ve firmě R P N (dnes v likvidaci) a od roku 2007 soukromě podnikal.
Jan Řehounek je ženatý a má dvě děti. Žije v Pardubicích, konkrétně v části Svítkov.

## Politické působení
Od roku 2013 je členem hnutí ANO 2011, v němž od roku 2014 zastává post předsedy krajské organizace v Pardubickém kraji. Na konci února 2015 byl zvolen na III. sněmu hnutí ANO 2011 členem předsednictva hnutí (získal 109 hlasů ze 186 možných, tj. 59 %). Funkci obhájil i na IV. sněmu hnutí ANO 2011 v únoru 2017. Na dalším sněmu v únoru 2019 však již nekandidoval.
V komunálních volbách v roce 2010 kandidoval ještě jako nestraník za uskupení Pardubáci do Zastupitelstva města Pardubic i Městského obvodu Pardubice VI, ale ani v jednom případě neuspěl. O čtyři roky později ve volbách 2014 byl zvolen zastupitelem města Pardubic, když kandidoval za hnutí ANO 2011 (pokoušel se dostat i do městského obvodu Pardubice VI, ale opět neuspěl). V listopadu 2014 se pak stal náměstkem primátora pro oblast dotační politiky, projektového managementu, strategického plánu a rozvoje města, veřejných zakázek a kapitálové správy.
Ve volbách do Poslanecké sněmovny PČR v roce 2013 kandidoval za hnutí ANO 2011 v Pardubickém kraji, ale neuspěl. V únoru 2016 se stal lídrem kandidátky hnutí ANO 2011 pro krajské volby 2016 do Zastupitelstva Pardubického kraje, v nichž byl zvolen zastupitelem. Ve volbách v roce 2020 již nekandidoval.
Ve volbách do Poslanecké sněmovny PČR v roce 2017 byl zvolen za hnutí ANO 2011 poslancem v Pardubickém kraji. V komunálních volbách v roce 2018 obhajoval za hnutí ANO 2011 post zastupitele města Pardubice, ale neuspěl. Skončil tak i v pozici náměstka primátora města. Neuspěl ani s kandidaturou do Zastupitelstva městského obvodu Pardubice VI.
Ve volbách do Evropského parlamentu v květnu 2019 kandidoval na 27. místě kandidátky hnutí ANO 2011, ale nebyl zvolen. Ve volbách do Poslanecké sněmovny PČR v roce 2021 kandidoval za hnutí ANO 2011 na 5. místě v Pardubickém kraji, ale neuspěl (skončil jako druhý náhradník).